# سان خوان ديل ريو (أورينسي)
بلدية سان خوان ديل ريو (بالإسبانية: San Juan del Río) هي بلدية تقع في مقاطعة أورينسي التابعة لمنطقة غاليسيا شمال غرب إسبانيا.

## الديموغرافيا
بلغ عدد سكان بلدية سان خوان ديل ريو 708 نسمة عام 2011 (وفقاً للمعهد الوطني للإحصاء الإسباني).
| 1.137 | 1.063 | 949 | 867 | 811 | 759 | 708 |

## أعلام
- خوسيه رودريغيز رودريغيز